# Karl Frenzel (scrittore)
Karl Wilhelm Theodor Frenzel (Berlino, 6 dicembre 1827 – Berlino, 10 giugno 1914) è stato uno scrittore tedesco.
Critico della National-Zeitung dal 1861 al 1908, nel 1877 pubblicò Berliner Dramaturgie, la sua raccolta omnia di drammi.
È tuttavia noto per il romanzo storico Charlotte Corday (1864) piuttosto che per altre opere minori.